# Suore francescane di San Giuseppe (Chennai)
Le Suore francescane di San Giuseppe (in inglese Franciscan Sisters of St. Joseph; sigla F.S.J.) sono un istituto religioso femminile di diritto pontificio.

## Storia
La congregazione fu fondata nel 1883 a Vepery da Joseph Colgan, vicario apostolico di Madras, con la collaborazione di alcune suore di San Luigi Gonzaga fatte giungere da Pondicherry.
Nel 1962 la denominazione iniziale dell'istituto (Suore del Terz'ordine regolare di San Francesco) fu cambiata in "Suore francescane di San Giuseppe".

## Attività e diffusione
Le suore si dedicano all'educazione della gioventù e al servizio negli ospedali.
Oltre che in India, sono presenti anche in Etiopia; la sede generalizia è al St. Thomas Mount, a Chennai.
Alla fine del 2015 l'istituto contava 569 religiose in 98 case.